# Dicomano
Dicomano est une commune de la ville métropolitaine de Florence dans la région Toscane en Italie.

## Administration
| Période                                  | Période  | Identité                | Étiquette            | Qualité |
| ---------------------------------------- | -------- | ----------------------- | -------------------- | ------- |
| 14 juin 2004                             | En cours | Ida In Brazzini Ciucchi | Démocrates de gauche |         |
| Les données manquantes sont à compléter. |          |                         |                      |         |

### Hameaux
Celle, Corella, Frascole, Contea

### Communes limitrophes
Londa, Rufina, San Godenzo,  Vicchio